# Jaroslav Piskač
Jaroslav Piskač (23. srpna 1941 – 3. března 2011) byl český hokejový obránce. Jeho synem je bývalý ligový hokejista Radek Piskač.

## Hokejová kariéra
V československé lize hrál za CHZ Litvínov, VTŽ Chomutov a VTJ Dukla Litoměřice. V nižší soutěži hrál i za Baník Most.

## Klubové statistiky
| Sezona    | Klub                 | Soutěž  | Základní část | Základní část | Základní část | Základní část | Základní část |
| Sezona    | Klub                 | Soutěž  | Z             | G             | A             | B             | TM            |
| --------- | -------------------- | ------- | ------------- | ------------- | ------------- | ------------- | ------------- |
| 1959/1960 | Jiskra SZ Litvínov   | 1. liga | 1             | 0             | 0             | 0             | -             |
| 1960/1961 | Jiskra SZ Litvínov   | 1. liga | 24            | 1             | 1             | 2             | -             |
| 1961/1962 | VTJ Dukla Litoměřice | 1. liga | -             | -             | -             | -             | -             |
| 1962/1963 | VTJ Dukla Litoměřice | 2. liga | -             | -             | -             | -             | -             |
| 1963/1964 | CHZ Litvínov         | 1. liga | 4             | 1             | -             | -             | -             |
| 1964/1965 | CHZ Litvínov         | 1. liga | 31            | 3             | -             | -             | -             |
| 1965/1966 | CHZ Litvínov         | 1. liga | 32            | 4             | 3             | 7             | -             |
| 1966/1967 | CHZ Litvínov         | 1. liga | 35            | 3             | -             | -             | -             |
| 1967/1968 | CHZ Litvínov         | 1. liga | 35            | 3             | 7             | 10            | -             |
| 1968/1969 | CHZ Litvínov         | 1. liga | 35            | 5             | 5             | 10            | -             |
| 1969/1970 | CHZ Litvínov         | 1. liga | 35            | 1             | 1             | 2             | -             |
| 1970/1971 | CHZ Litvínov         | 1. liga | 36            | 4             | 4             | 8             | -             |
| 1971/1972 | CHZ Litvínov         | 1. liga | 31            | 1             | 2             | 3             | -             |
| 1972/1973 | CHZ Litvínov         | 1. liga | 19            | 0             | 0             | 0             | -             |
| 1973/1974 | VTŽ Chomutov         | 1. liga | -             | -             | -             | -             | -             |